# Dolichopeza (Nesopeza) melanorhipis
Dolichopeza (Nesopeza) melanorhipis is een tweevleugelige uit de familie langpootmuggen (Tipulidae). De soort komt voor in het Oriëntaals gebied.